# Het pad van roem
Het pad van roem (Originele titel: Glory Road) is een sciencefictionroman uit 1963 geschreven door Robert Heinlein en uitgegeven door Meulenhoff in 1970. Het verhaal werd oorspronkelijk in verschillende delen gepubliceerd in The Magazine of Fantasy & Science Fiction van juli tot september 1963. Datzelfde jaar verscheen het verhaal ook in boekvorm. De roman werd in 1964 genomineerd voor de Hugo Award for Best Novel.

## het verhaal
Omar Gordon, gedemobiliseerd begin jaren 60 na 'adviseurs' acties voor het Amerikaanse leger ergens in Zuidoost-Azië, lanterfant wat rond aan de Franse riviera want hij weet nog niet wat te doen. Dan valt zijn oog op een vreemde advertentie. Die begint met de intrigerende woorden: "Bent u een lafaard? Dan is dit niet voor u bedoeld." Verderop blijkt dat er een 'held / drakendoder' gezocht wordt. Deze moet onafhankelijk zijn, onverschrokken en bedreven op en een expert zijn met alle wapenen. Gevraagd voor een moeilijke klus, hoog loon en hoog gevaar. Niet voor watjes dus. Voor de grap laat hij zich op het aangegeven adres keuren op geschiktheid en warempel: Omar wordt aangenomen. Voor hij er erg in heeft, belandt hij, samen met Ster, de mooiste vrouw van deze en andere werelden (maar ook met 'magische' vaardigheden wat volgens haar een wiskundige wetenschap en filosofie is met praktische toepassingen) en haar nurkse maar trouwe knecht Rufo, op een landelijke, middeleeuws aandoende parallelwereld. Evenals de (onwetende) Aarde trouwens, is deze wereld, Neva, een minuscuul maar vruchtbaar boeren achterafplaneetje in een 20 universa bestrijkend imperium. Neva zweeft in een universum met lichtelijk veranderde natuurwetten waardoor explosieven en ander modern wapentuig niet werkt maar alleen met steek- en slagwapens gevochten kan worden. En gevochten wordt er vrijwel constant: hun missie is een belangrijk voorwerp op te halen voor de Regering van de 20 Universa en er zijn talrijke snoodaards die dit willen voorkomen. Het begint met de strijd tegen een verzameling wilde beesten en een 'golem' en gaat verder met o.a. eenhoorns, draken en een superieure zwaardvechter à la d'Artagnan. In de tussentijd wordt Omar langzaam op de hoogte gebracht van de gebruiken en politieke structuur van deze wereld, wat trouwens niet van een leien dakje gaat. Omar beledigt een goede vriend van Ster, een soort feodale hereboer, door niet het bed te delen met diens vrouw of dochters, wat bijna een halsmisdrijf is. Dat loopt toch nog goed af maar daarmee zijn nog niet alle problemen opgelost. Na veel moeilijkheden op 'het pad van roem' kan Omar uiteindelijk zijn prijs in ontvangst nemen maar verveelt zich daarna te pletter. Want wat heb je aan een gepensioneerde held? Hij trekt na een tijdje de conclusie dat het feitelijke bereizen van de weg van roem hem eigenlijk meer voldoening brengt dan het uiteindelijk bereiken van de eindstreep. Na een kort bezoek aan de Aarde, wat Omar ook al geen voldoening geeft krijgt hij een bericht door van Rufo dat deze een mooie klus weet voor een held; niet ongevaarlijk maar wel interessant. Omar aarzelt niet lang en stapt weer op het eervolle 'pad van roem' dat alleen echte helden kunnen bewandelen.